# Video DownloadHelper
Video DownloadHelper是Firefox瀏覽器和Google Chrome的一个扩展 。它允许用户从通過HTTP协议传输影片的网站下载影片。该扩展由法國人米歇尔·古铁雷斯（Michel Gutierrez）开发，自2008年起登陸Firefox。截至2019年12月，Video DownloadHelper是Firefox第三大最受欢迎的扩展（仅次于Adblock Plus和UBlock Origin）.
2015年第二季度，Firefox的扩展版本5使用了Mozilla的Add-ons SDK进行了重新基于（之前的版本使用了XUL）。
Firefox Quantum停止支持使用XUL或Add-ons SDK的扩展, 因此该扩展使用了WebExtensions API进行了重新基于。由于Mozilla的变更，对伴侣应用程序的依赖增加。Firefox 57.0和Video DownloadHelper 7.0.0在同一天发布（2017年11月14日）。最近的版本（7.3.7，2019年6月26日）解决了由于YouTube变更引起的问题。
在用户需要聚合（ADP） 或转换的情况下，或者下载所需的站点需要，如果伴侣应用程序没有许可证，最终结果将包含水印（QR码）。自2019年以来，用户评论抱怨转换速度慢和下载未完成。
该軟體通过开发者网站上的广告、捐赠和相关软件销售获得资金支持。
PC Magazine的Eric Griffith将其评为2012年最佳的Firefox扩展之一。 PC World的Erez Zukerman给了它4/5的评分，并称其为“一个有价值的工具”。TechRadar给了它5/5的评分，并写道：“任何想要观看影片的人，都会对Video DownloadHelper非常满意。”.